# 칙허 회계사
칙허 회계사(chartered accountant)는 1854년 스코틀랜드에서 처음 설립된 전문 회계 기관을 구성한 최초의 회계사이다. 에든버러 회계사 협회(1854), 글래스고 회계사 및 보험 계리사 협회(1854) 및 애버딘 회계사 협회(1867)가 각각 설립되었다. 거의 처음부터 왕실 헌장을 받았다. 이 직함은 국제적으로 인정받는 전문 명칭이다. 공인회계사 지정은 일반적으로 이와 동일하다. 여성은 1919년 성 실격(제거)법(Sex Disqualification (Removal) Act 1919) 이후에만 칙허회계사가 될 수 있었으며, 그 후 1920년 메리 해리스 스미스(Mary Harris Smith)는 잉글랜드와 웨일스의 칙허회계사협회(Institute of Chartered Accountants in England and Wales)로부터 인정을 받아 세계 최초의 여성 칙허회계사가 되었다.

## 같이 보기
- 공인회계사
- 이름앞 칭호